# Friedrich Fromhold Martens
Friedrich Fromhold Martens, conosciuto anche come Friedrich Fromhold von Martens o Fyodor Fyodorovich Martens (in russo) o Frederic Frommhold (de) Martens (in francese) (Pärnu, 28 agosto 1845 – 20 giugno 1909), è stato un diplomatico e giurista estone che, appartenente all'aristocrazia dei Tedeschi del Baltico, operò anche al servizio dell'Impero russo e diede un importante contributo nello sviluppo del diritto internazionale.

## Clausola Martens
A lui si deve la cosiddetta clausola Martens in base alla quale, nella formazione di una norma consuetudinaria inerente al diritto dei conflitti armati, la diuturnitas (vale a dire l'elemento oggettivo della ripetizione) non è necessaria, o quanto meno assume un ruolo meno significativo rispetto all'opinio iuris sive necessitatis (cioè la percezione della doverosità sociale della condotta).
In realtà la clausola, inserita nei preamboli alle Convenzioni dell'Aia del 1899 e del 1907 sul diritto dei conflitti armati, prevedeva che, in attesa di una completa codificazione del diritto in materia, «le popolazioni e i belligeranti restano sotto la salvaguardia e sotto l'imperio dei principi del diritto delle genti, quali risultano dagli usi stabiliti fra le nazioni civili, dalle leggi di umanità e dalle esigenze della coscienza pubblica». L'interpretazione successiva è dovuta alla prassi degli Stati.